# گولانگولا
گولانگولا (به لاتین: Gollangolla) یک منطقهٔ مسکونی در سری‌لانکا است که در استان مرکزی (سری‌لانکا) واقع شده‌است.